# Schloss Klippenstein
Das Schloss Klippenstein befindet sich in Radeberg bei Dresden. Das unter Denkmalschutz stehende Schloss beherbergt seit Dezember 1953 das „Heimatmuseum Radeberg“ (1994 im Rahmen der umfassenden Sanierung des Schlosses Wiedereröffnung des Museums in neuer Gestaltung) und seit April 2015 die „Dauerausstellung zur Radeberger Industriegeschichte“.

## Geschichte

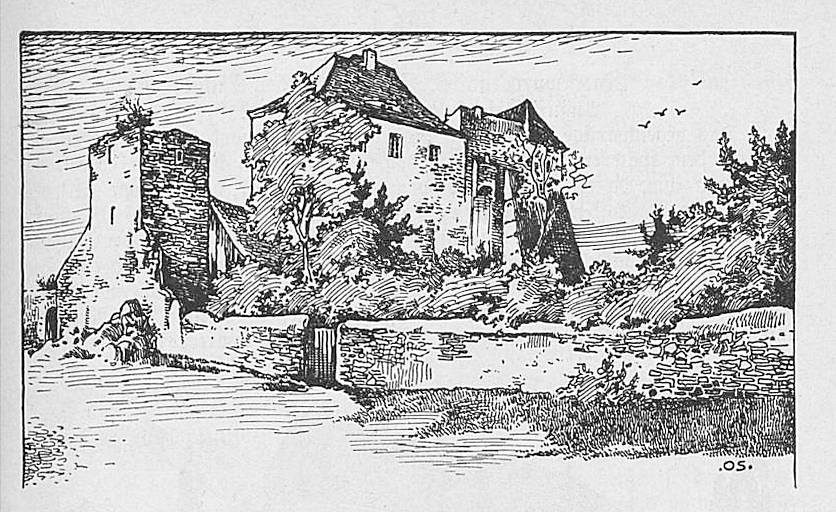
Ansicht 1904

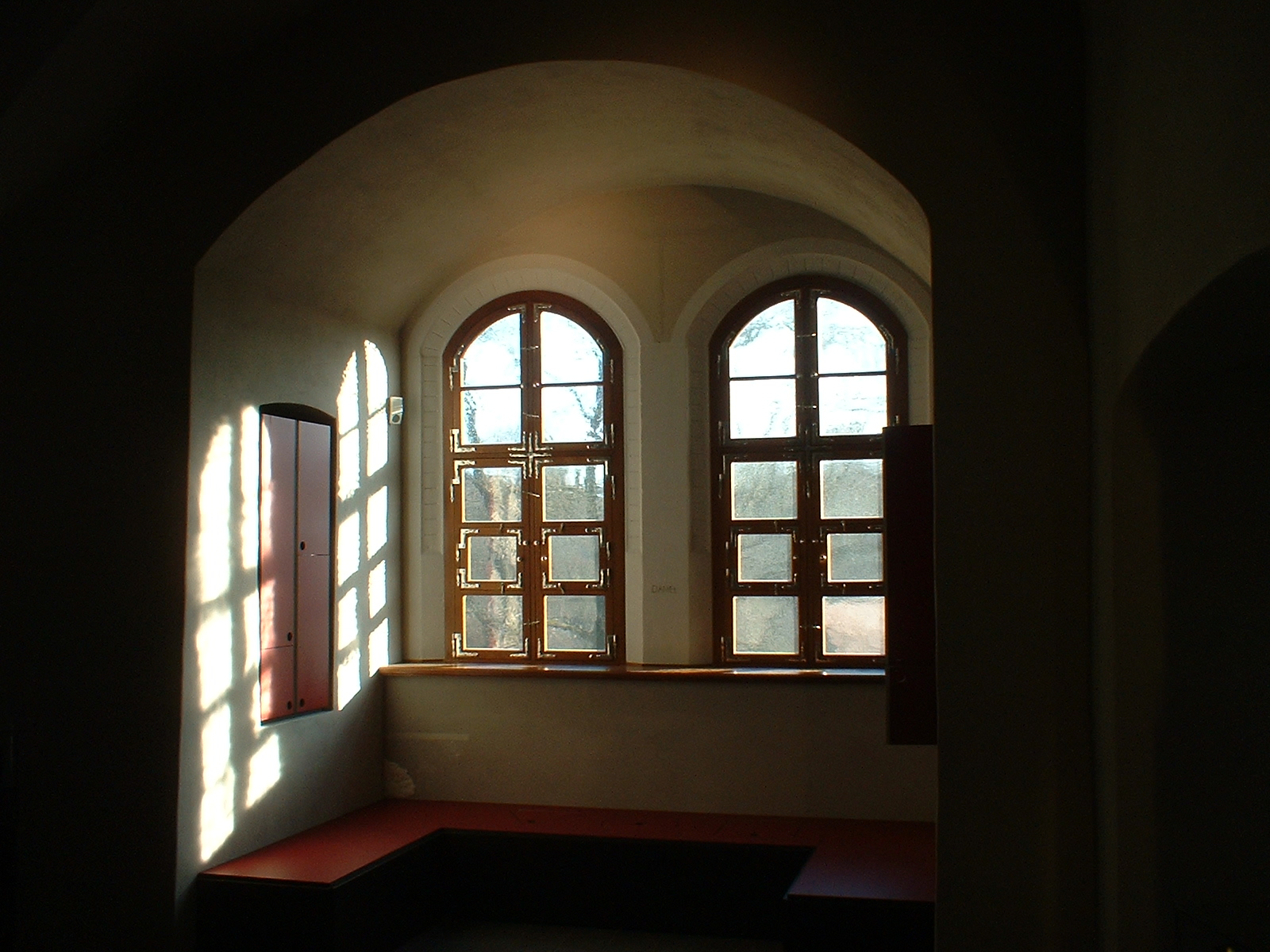
Innenansicht

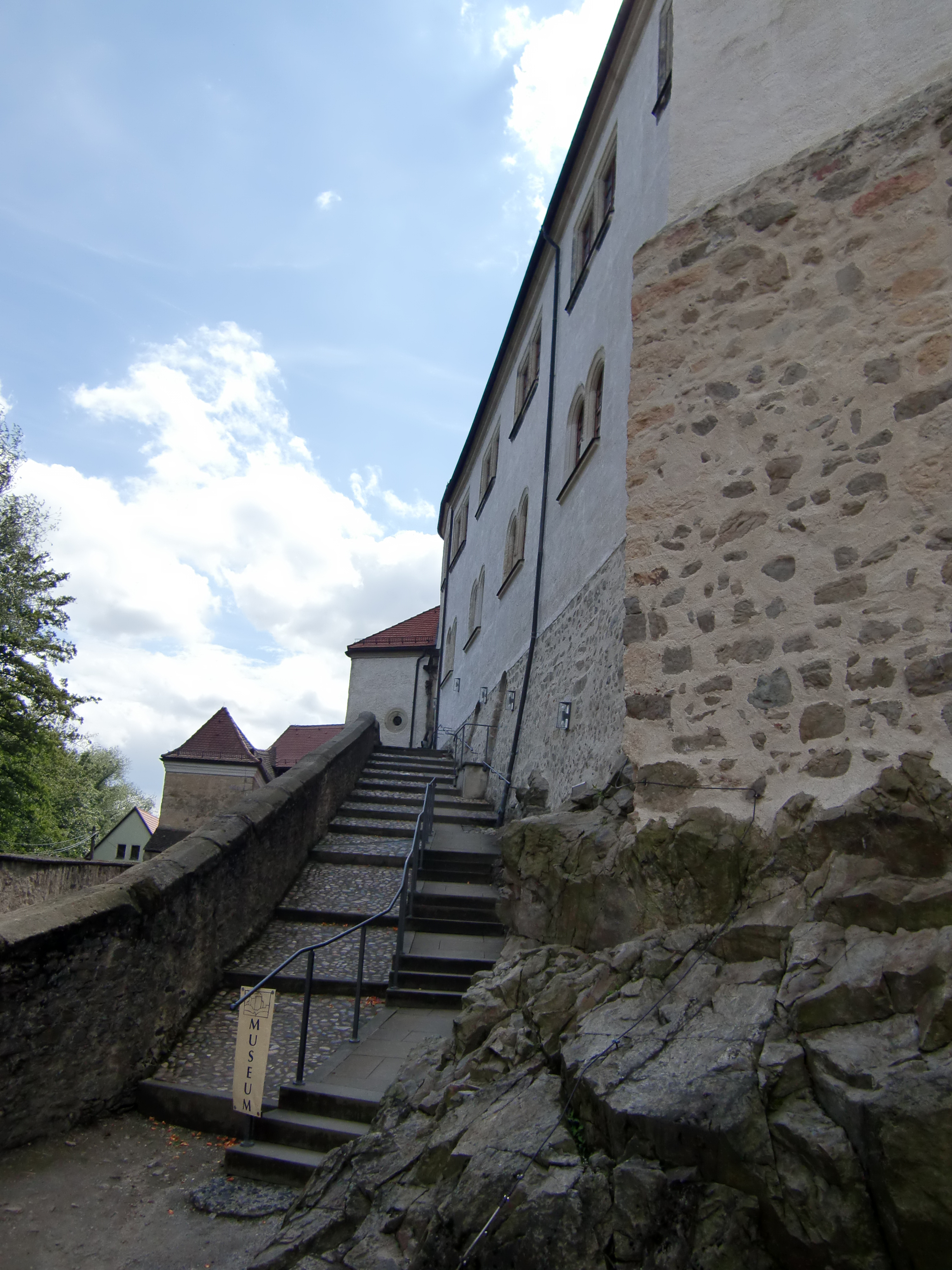
Fürstenreittreppe

Die heute bekannte erste urkundliche Erwähnung der Radeberger Burg stammt aus dem Jahr 1289. Die Burg auf einem Kegel aus Granodiorit bestand ursprünglich aus einem steinernen Wohnturm mit mindestens drei Stockwerken, dem 70 Ellen (etwa 40 Meter) hohen runden Bergfried, einer zwei Meter dicken und bis zu 12 Meter hohen Wehrmauer und einem weiteren kleineren Gebäude (Küche). Das historische Burgtor befand sich in der Südwest-Mauer. Mit dem späteren Bau einer zusätzlichen äußeren Mauer entstanden der untere Burghof und der Zwinger sowie ein weiterer, nordöstlich gelegener Zugang. Zum Schutz dieses neuen Zuganges erhielt die Burg auf einem kleineren Felssporn einen Wehrturm (Mauerturm), der von 1715 bis 1810 als Gefängnis genutzt wurde. Dieser ist später umgangssprachlich „Eulen- oder Hungerturm“ genannt worden und heute begehbar. Mit dem Bau der äußeren Mauer entstanden auch die Bedingungen für den späteren schrittweisen Bau der Vorburg, westlich der historischen Hauptburg. Der zum früher wesentlich größeren und bis an die Vorburg heranreichenden Schlossteich angestaute Hofegrundbach (auch Käsebach genannt) und die Große Röder, die direkt unterhalb der östlichen Außenmauer verlief, schützten die Burg zusätzlich.
Im Lehnbuch von 1349/1350 des Markgrafen Friedrich der Strenge wurden im Districtus Radeberg vier Vorwerke erwähnt. Der Fluss Pulsnitz wurde 1391 für über 250 Jahre Grenze zwischen der böhmischen Oberlausitz und der Markgrafschaft Meißen, und die strategische Bedeutung der Burg Radeberg in der Reihe der östlichen Befestigungsanlagen der Markgrafschaft Meißen in der Grenzregion zu Böhmen wuchs.
Während der Hussitenkriege wurde die Feste um 1430 zerstört, danach wieder aufgebaut. Kurfürst Friedrich der Sanftmütige suchte 1463 in der Radeberger Burg Schutz vor der Pest.
Herzog Moritz ließ ab 1543 die Burg durch Hans von Dehn-Rothfelser zum Amtssitz und Jagdschloss Klippenstein ausbauen. Damit sollte dieser strategisch wichtige Ort besser militärisch abgesichert werden. Weitere Schlossbauten entstanden in Moritzburg und Tharandt. Der Abschluss des Schloss-Umbaues erfolgte 1546. Das Ergebnis war eine Dreiflügelanlage mit charakteristischen Renaissancegiebeln und Zwerchhäusern. Die schwertseitig angelegte Fürstenreittreppe mit niedrigen und sehr tiefen Stufen führt vom unteren Schlosshof zur höher gelegenen Hauptburg – sie ermöglichte das Reiten bis in den oberen Schlosshof.
Auf Befehl von Kurfürst Moritz wurde 1551 das Amtserbbuch für das Amt Radeberg (Teil des Meißnischen Kreises) erstellt. Kurfürst „Vater“ August weilte 1554 auf Schloss Klippenstein. Auf Befehl des Kurfürsten August wurden für die fürstlichen Jagden über 100 Jagdhunde gehalten  (1590: 120 Hunde). Die Hundeställe befanden sich auf der gegenüberliegenden, linken Seite der Großen Röder. Die heutige an dieser Stelle existierende Brücke trägt aus diesem Grunde den Namen Hundestallbrücke. Oberlandbaumeister Wilhelm Dilich zeichnete 1627 im Auftrag des Kurfürsten die älteste erhaltene Ansicht des Schlosses Klippenstein und der Stadt. Landbaumeister Ezechiel Eckhardt gestaltete 1628 das Schloss um. Nach dem Dreißigjährigen Krieg diente das Schloss nur noch als Verwaltungszentrum.

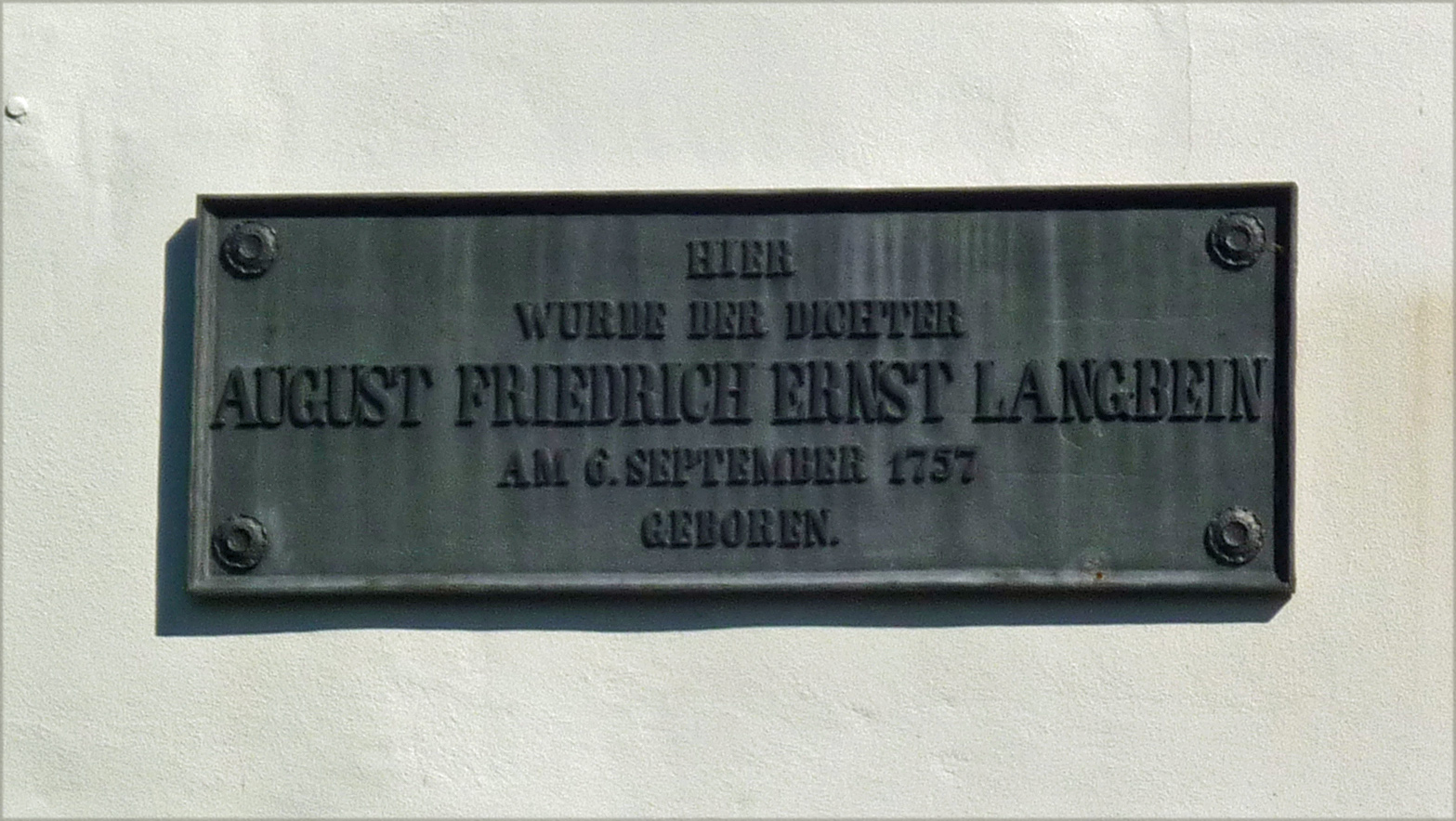
1868 geweihte Gedenktafel für August Friedrich Ernst Langbein

Der Dichter August Friedrich Ernst Langbein wurde 1757 im Schloss geboren. Vater Ernst Ludwig Langbein war Justizamtmann und Großvater Johann Balthasar Langbein war Amtmann des Amtes Radeberg, dessen Sitz im Schloss war.
Ein größerer Umbau der Hauptburg erfolgte 1772 bis 1776, die damit ihre heutige Gestalt erhielt. Spätestens seit dieser Zeit wurde das Schloss hauptsächlich durch die Amtsverwaltung mit dem Rentamt (Finanzverwaltung) und dem Justizamt (einschließlich Amtsgefängnis) genutzt. Das Amtsburglehn kam 1840 zur Stadt Radeberg. 1856 erfolgte die Bildung des Gerichtsamtes (Königliches Justizamt Radeberg) als Appellationsgericht im Schloss. Die Umwandlung vom Gerichtsamt zum Amtsgericht erfolgte 1879.

### Jüngere Geschichte
Die Auflösung des Amtsgerichtes fand 1952 statt. Die Eröffnung des Heimatmuseums, zuerst in einigen durch die Auflösung des Amtsgerichts frei gewordenen Räumen, erfolgte im Dezember 1953. Der erste Museums-Leiter war Rudolf Limpach, der entscheidenden Anteil an der Entstehung und Ausgestaltung dieses Museums hatte. Es entstand ein Jugendklub. 1985 stürzte die Fürstenreittreppe ein, der entstandene Schuttkegel zerstörte den unteren Hof.
Die Stadt Radeberg wurde 1993 Eigentümer des Schlosses, und es begannen umfangreiche Sanierungsarbeiten. Am 16. Juni 1993 wurde der Verein Schloss Klippenstein e. V. gegründet, der aus dem 1990 gebildeten Kuratorium Schloss Klippenstein hervorging. Er bezweckt die Förderung der Restaurierung und die historisch getreue Wiederherstellung und Erhaltung von Schloss Klippenstein.
2015 wurde die Dauerausstellung zur Industriegeschichte Radebergs eröffnet.

#### Bauliche Erweiterungen

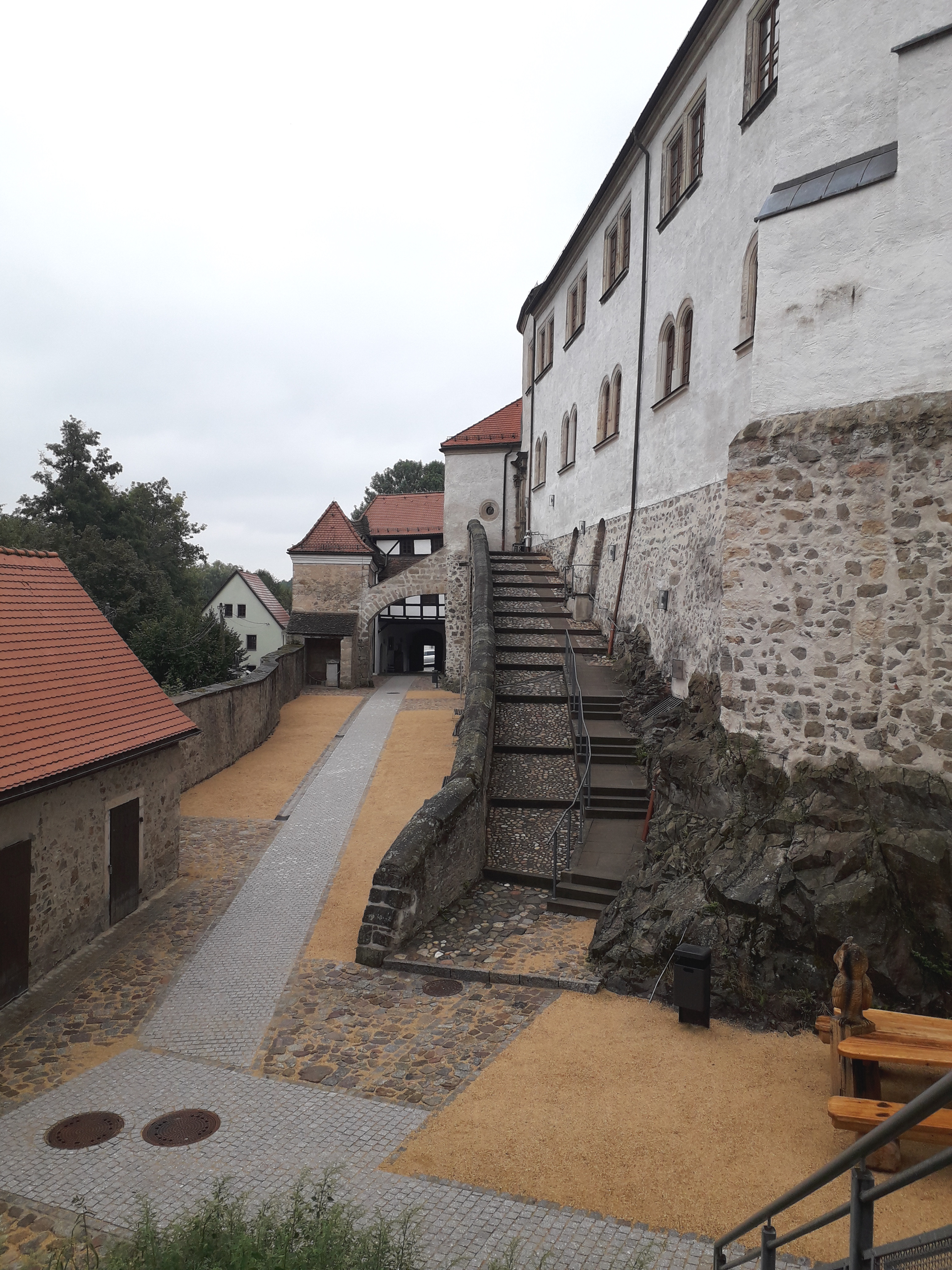
Der Untere Schlosshof mit der Fürsten-Reittreppe nach der Sanierung 2018

Am 6. April 2016 wurde dem Stadtrat unter dem Titel „Schloss Klippenstein – barrierefreie touristische Erschließung“ die Errichtung eines Außen-Aufzuges als Beschlussvorlage vorgeschlagen. Baubeginn war Ende 2017. Gleichzeitig erfolgte bis Mitte 2019 die Sanierung, Neugestaltung und teilweise Neubepflanzung des Schlossgartens mit Anlage einer neuen Veranstaltungsfläche. An der Stelle der früheren, stark verwitterten westlichen Außentreppe zwischen Vor- und Hauptburg zum früheren Burg-Zugang bzw. zum jetzigen südlichen Zugang wurde im Rahmen der Gesamtsanierung eine neue nicht denkmalgerechte Außentreppe gebaut.

## Museumsleiter
- Rudolf Limpach[6], Leiter des Heimatmuseums von 1953 bis 1990

- Katja Altmann[7], Schlossleiterin von 1993 bis 14. August 2024

- Karina Iwe, Schlossleiterin seit 15. August 2024